# Diocesi di Subrita
La diocesi di Subrita è una sede soppressa del patriarcato di Costantinopoli nell'isola di Creta e una sede titolare della Chiesa cattolica (in latino: Dioecesis Subritensis).
Durante la dominazione veneziana sull'isola, la sede era nota con il nome di diocesi di Ario.

## Storia

### La diocesi greca di Subrita/Agrion
Subrita, identificabile con le rovine nei pressi di Veran-Episcopi o di Thronos, è un'antica sede vescovile di Creta, suffraganea dell'arcidiocesi di Gortina.
Fino all'VIII secolo si conoscono solo due vescovi di Subrita: Cirillo prese parte al concilio di Calcedonia nel 451 e sottoscrisse la lettera dei vescovi cretesi all'imperatore Leone I (458) in seguito all'uccisione del patriarca alessandrino Proterio; Teodoro partecipò al secondo concilio di Nicea del 787.
Nell'820 Creta fu conquistata dagli Arabi, che vi fondarono un emirato sopravvissuto fino al 961, quando l'isola venne ripresa dai Bizantini; questi restaurarono le strutture cristiane, che erano state soppresse durante il periodo arabo, e le antiche sedi vescovili. In questa fase della storia ecclesiastica dell'isola, l'antica sede di Subrita è nota con il nome di "diocesi di Agrio"; secondo Gerola, la distruzione dell'antica città episcopale ad opera degli Arabi aveva imposto la scelta di una nuova sede per i vescovi, la città di Veràn Episkopì.
Questa variazione nel nome della diocesi sembra essere documentata dalle Notitiae Episcopatuum del patriarcato di Costantinopoli: due Notitiae del IX secolo hanno il nome di Sybriton, mentre nelle Notitiae del X e XII secolo si trova il titolo di "Agrion" e di "Arion", ma è assente quello di Sybrita.
Dalla seconda metà del X secolo fino all'arrivo dei Veneziani all'inizio del XIII secolo sono noti quindici nomi di vescovi di Subrita, grazie alla scoperta di un antico synodicon della Chiesa si Subrita, redatto all'epoca dell'imperatore Alessio III Angelo (1195-1203). I synodica erano particolari testi di carattere teologico e liturgico che venivano proclamati durante le feste più importanti dell'anno liturgico ortodosso, in particolare nella festa dell'Ortodossia istituita dopo la sconfitta definitiva dell'iconoclastia nel IX secolo. Dei quindici vescovi di Subrita riportati dal synodicon non si conosce assolutamente nulla, se non i loro nomi.

### La diocesi latina di Ario
In seguito alla conquista veneziana dell'isola (1212), le diocesi greche esistenti furono amministrate dai vescovi di rito latino e sottomesse al metropolita latino dell'arcidiocesi di Candia. Anche la diocesi greca di Agrion/Arion divenne un vescovato di rito latino con il titolo Ariensis, documentato per la prima volta da un anonimo vescovo menzionato in una lettera di papa Onorio III del 1223. Sembra tuttavia che per un certo periodo la diocesi continuò ad avere vescovi greci, a cui fu permesso di rimanere nella propria sede solo se riconoscevano l'autorità del papa: nella seconda metà del secolo è noto il vescovo Basilio Barouchas, conosciuto dai Veneziani come Varuca, figlio di un altro vescovo di Ario e documentato nel 1260 e nel 1299.
Sede episcopale era l'abitato di Veràn Episkopì, dove si trovava la cattedrale di Sant'Irene.
Conformemente alla politica veneziana di soppressione delle piccole diocesi rurali dell'isola, per brevi periodi, nella prima metà del Cinquecento, furono unite alla diocesi di Ario quelle di Cissamo (1520-1524) e di Chirone (1526-1538). Alla fine fu la stessa diocesi di Ario ad essere soppressa per essere unita nel 1551 a quella di Retimo (Calamone).
Con la conquista ottomana dell'isola, tutte le sedi latine furono soppresse e venne restaurata la gerarchia greca. Oggi gli ortodossi assegnano il titolo ai vescovi della "metropolia di Lambi, Syvritos e Sfakia", con sede a Spili di Retimo.

### Sede titolare
Dal 1933 Subrita è annoverata tra le sedi vescovili titolari della Chiesa cattolica; la sede finora non è mai stata assegnata.

## Cronotassi

### Periodo bizantino
- Cirillo † (prima del 451 - dopo il 458)
- Teodoro † (menzionato nel 787)
- Leonzio † (dopo il 961 - fine X secolo)
- Basilio † (dopo il 961 - fine X secolo)
- Michele † (dopo il 961 - fine X secolo)
- Atanasio †
- Demetrio †
- Giorgio †
- Teognosto †
- Niceforo †
- Niceta †
- Costantino I †
- Eustazio †
- Pietro †
- Paolo †
- Costantino II †
- Giovanni † (tra il 1195 e il 1203)

### Periodo veneziano
- Anonimo † (menzionato nel 1223)
- Anonimo † (menzionato nel 1235)
- … Varuca (Barouchas) †
- Basilio Varuca (Barouchas) † (documentato nel 1260 e nel 1299)
- Anonimo † (menzionato nel 1307)
- Filippo † (menzionato nel 1311)
- Lazzaro †
- Raimondo (o Reprandino) di Santa Lucia[9], O.F.M. † (8 luglio 1349 - 25 maggio 1352 nominato vescovo di Aghia)
- Andrea † (25 maggio 1352 - ? deceduto)
- Gerardo di Bologna, O.E.S.A. † (1º marzo 1357[10] - ? deceduto)[11]
- Francesco di Vilano, O.F.M. † (9 marzo 1372 - ?)
- Antonio Contarini † (prima del 1384 - 6 aprile 1386 nominato arcivescovo di Candia)
- Francesco, O.Carm. † (circa 1388 - circa 1409 dimesso)
- Rolando † (circa 1409 - ? deceduto)
- Franceschino di Candia (Franchione Sagredo), O.F.M. † (28 luglio 1410 - 2 aprile 1414 nominato vescovo di Milopotamo)
- Beltramino di Serafini, O.F.M. † (30 luglio 1414 - 2 agosto 1418 dimesso)
- Antonio Guido, O.P. † (14 dicembre 1418 - circa 1421 ritirato)
- Giovanni di Corone, O.P. † (21 aprile 1421 - ? dimesso)
- Giovanni Vanni, O.F.M. † (prima del 1432 - 1433 deceduto)
- Nicola Salma di Candia, O.F.M. † (16 novembre 1433 - 1434 deceduto)
- Benedetto da Paconeto, O.P. † (22 settembre 1434 - 10 gennaio 1438 nominato vescovo di Bagnoregio)
- Antonio Mina di Candia, O.F.M. † (3 novembre 1438 - prima di ottobre 1467[12] deceduto)
- Filippo de Gaio † (23 aprile 1469 - dopo novembre 1483 deceduto)[13]
  - Giorgio † (14 aprile 1480 - ?) (vescovo eletto)
- Carlo Roselli † (14 ottobre 1484 - ?)
- Silvestro †
- Erasmo de Bernardi[14] † (3 aprile 1497 - ?)
- Bartolomeo Sirigo † (prima del 31 gennaio 1517[15] - 6 novembre 1536 nominato vescovo di Castellaneta)
- Marco Adantino, O.F.M. † (5 dicembre 1537 - 20 febbraio 1538 nominato vescovo di Chirone)
- Ludovico Martini, O.P. † (7 ottobre 1538 - 1541 deceduto)
- Francisco Frias, O.S.A. † (14 novembre 1544 - 1550 dimesso)
- Timoteo Giustiniani, O.P. † (27 giugno 1550 - 5 ottobre 1551 nominato vescovo di Retimo o Calamona)
  - Sede unita con Retimo (Calamona)